# Червеноглавче
Червеноглавче (Knautia) е род покритосеменни растения от семейство Бъзови. Латинското име на рода идва от немските ботаници от XVII век, др. Кристоф Кнаут и др. Кристиан Кнаут.

## Избрани видове
- Knautia arvensis
- Knautia byzantina
- Knautia dinarica
- Knautia drymeia
- Knautia macedonica
- Knautia midžorensis
- Knautia orientalis